# Mysis segerstralei
Mysis segerstralei is een aasgarnalensoort uit de familie van de Mysidae. De wetenschappelijke naam van de soort is voor het eerst geldig gepubliceerd in 2005 door Audzijonyte & Vainola.